# Magicland Dizzy
Magicland Dizzy – komputerowa gra przygodowa z serii Dizzy, będąca jej czwartą częścią.

## Fabuła gry
Główny bohater to znany z pozostałych części serii jajowaty stwór zwany Dizzym. Zły czarownik Zaks porwał jego rodzinę i przyjaciół i uwięził w swojej krainie, dodatkowo uniemożliwiając im ucieczkę przez nałożenie na każdego członka ludu Yolkfolk specjalnej klątwy.
Celem gry jest uratowanie po kolei każdego uwięzionego, następnie przełamanie mocy Zaksa i ucieczka z Magiclandu.

## Mini-gra: "Into Magicland"
W styczniu 1991 w magazynie CRASH zamieszczono mini-grę przygodową mającą na celu wypromowanie Dizzy 4. Należało w niej uratować zawieszonego w powietrzu przez magiczne buty siostrzeńca głównego bohatera, a następnie naprawić tajemniczy mechanizm.
Gra kończy się, gdy Dizzy używa mechanizmu by dostać się do Magiclandu. Końcowa plansza gry to zarazem pierwsza plansza Magicland Dizzy.